# Prêmio Platino de Melhor Filme Ibero-Americano
O Prêmio Platino de Melhor Filme Ibero-Americano (em espanhol: Premio Platino a la mejor película iberoamericana) é apresentado anualmente pela Entidad de Gestión de Derechos de los Productores Audiovisuales (EGEDA) e pela Federación Iberoamericana de Productores Cinematográficos y Audiovisuales (FIPCA) durante a entrega dos Prêmios Platino de Cinema Ibero-Americano. Foi apresentado pela primeira vez em 2014, com o filme dramático Glória de Sebastian Lelio sendo o vencedor.
Três dos vencedores da categoria também ganharam o Oscar de Melhor Longa-Metragem Internacional: Roma (2018), Uma Mulher Fantástica (2017) e Ainda Estou Aqui (2025).

## Vencedores

### Década de 2010
| Ano                    | Título em Português                 | Título Original                      | Diretor(a)                   | País      |
| ---------------------- | ----------------------------------- | ------------------------------------ | ---------------------------- | --------- |
| 2014                   | Gloria                              | Gloria                               | Sebastián Lelio              | Chile     |
| 2014                   | Heli                                | Heli                                 | Amat Escalante               | México    |
| 2014                   | A Jaula de Ouro                     | La jaula de oro                      | Diego Quemada-Díez           | México    |
| 2014                   | As Bruxas de Zugarramurdi           | Las brujas de Zugarramurdi           | Álex de la Iglesia           | Espanha   |
| 2014                   | Viver é Fácil Com os Olhos Fechados | Vivir es fácil con los ojos cerrados | David Trueba                 | Espanha   |
| 2014                   | O Médico Alemão                     | Wakolda                              | Lucía Puenzo                 | Argentina |
| 2014                   | Roa                                 | Roa                                  | Andrés Baiz                  | Colômbia  |
| 2015                   | Relatos Selvagens                   | Relatos salvajes                     | Damián Szifron               | Argentina |
| 2015                   | Numa Escola de Havana               | Conducta                             | Ernesto Daranas              | Cuba      |
| 2015                   | Pecados Antigos, Longas Sombras     | La isla mínima                       | Alberto Rodríguez Librero    | Espanha   |
| 2015                   | Sr. Kaplan                          | Sr. Kaplan                           | Álvaro Brechner              | Uruguai   |
| 2015                   | Pelo Malo                           | Pelo malo                            | Mariana Rondón               | Venezuela |
| 2016                   | O Abraço da Serpente                | El abrazo de la serpiente            | Ciro Guerra                  | Colômbia  |
| 2016                   | O Clã                               | El Clan                              | Pablo Trapero                | Argentina |
| 2016                   | O Clube                             | El Club                              | Pablo Larraín                | Chile     |
| 2016                   | Ixcanul                             | Ixcanul                              | Jayro Bustamante             | Guatemala |
| 2016                   | Truman                              | Truman                               | Cesc Gay                     | Espanha   |
| 2017                   | O Cidadão Ilustre                   | El ciudadano ilustre                 | Gastón Duprat & Mariano Cohn | Argentina |
| 2017                   | Aquarius                            | Aquarius                             | Kleber Mendonça Filho        | Brasil    |
| 2017                   | O Homem das Mil Caras               | El hombre de las mil caras           | Alberto Rodríguez            | Espanha   |
| 2017                   | Julieta                             | Julieta                              | Pedro Almodóvar              | Espanha   |
| 2017                   | Neruda                              | Neruda                               | Pablo Larraín                | Chile     |
| 2018                   |                                     |                                      |                              |           |
| Uma Mulher Fantástica  | Una mujer fantástica                | Sebastián Lelio                      | Chile                        |           |
| Últimos Dias em Havana | Últimos días en La Habana           | Fernando Pérez                       | Cuba                         |           |
| A Livraria             | La librería                         | Isabel Coixet                        | Espanha                      |           |
| A Cordilheira          | La cordillera                       | Santiago Mitre                       | Argentina                    |           |
| Zama                   | Zama                                | Lucrecia Martel                      | Argentina                    |           |
| 2019                   |                                     |                                      |                              |           |
| Roma                   | Roma                                | Alfonso Cuarón                       | México                       |           |
| Campeones              | Campeones                           | Javier Fesser                        | Espanha                      |           |
| Uma Noite de 12 Anos   | La noche de 12 Años                 | Álvaro Brechner                      | Uruguai                      |           |
| Pássaros de Verão      | Pájaros de Verano                   | Ciro Guerra & Cristina Gallego       | Colômbia                     |           |

### Década de 2020
| Ano              | Título em Português                      | Título Original                               | Diretor(a)                                   | País      |
| ---------------- | ---------------------------------------- | --------------------------------------------- | -------------------------------------------- | --------- |
| 2020             | Dor e Glória                             | Dolor y gloria                                | Pedro Almodóvar                              | Espanha   |
| 2020             | A Vida Invisível                         | A Vida Invisível                              | Karim Aïnouz                                 | Brasil    |
| 2020             | Monos                                    | Monos                                         | Alejandro Landes                             | Colômbia  |
| 2020             | A Trincheira Infinita                    | La trinchera infinita                         | Jon Garaño, Aitor Arregi & Jose Mari Goenaga | Espanha   |
| 2021             | A Ausência que Seremos                   | El olvido que seremos                         | Fernando Trueba                              | Colômbia  |
| 2021             | A Chorona                                | A Chorona                                     | Jayro Bustamante                             | Guatemala |
| 2021             | Las niñas                                | Las niñas                                     | Pilar Palomero                               | Spain     |
| 2021             | Nova Ordem                               | Nuevo Orden                                   | Michel Franco                                | Mexico    |
| 2022             | O Bom Patrão                             | El buen patrón                                | Fernando León de Aranoa                      | Spain     |
| 2022             | A Noite do Fogo                          | Noche de fuego                                | Tatiana Huezo                                | Mexico    |
| 2022             | Mães Paralelas                           | Madres paralelas                              | Pedro Almodóvar                              | Spain     |
| 2022             | Maixabel                                 | Maixabel                                      | Icíar Bollaín                                | Spain     |
| 2023             | Argentina, 1985                          | Argentina, 1985                               | Santiago Mitre                               | Argentina |
| 2023             | Alcarràs                                 | Alcarràs                                      | Carla Simón                                  | Spain     |
| 2023             | As Bestas                                | As Bestas                                     | Rodrigo Sorogoyen                            | Spain     |
| 2023             | Bardo, Falsa Crônica de Algumas Verdades | Bardo, falsa crónica de unas cuantas verdades | Alejandro González Iñarritu                  | Mexico    |
| 2024             | A Sociedade da Neve                      | La Sociedade de Las Nieves                    | J. A. Bayona                                 | Espanha   |
| 2024             | Cerrar los ojos                          | Cerrar los ojos                               | Víctor Erice                                 | Espanha   |
| 2024             | Os Delinquentes                          | Los Delincuentes                              | Rodrigo Moreno                               | Argentina |
| 2024             | Tótem                                    | Tótem                                         | Lila Avilés                                  | México    |
| 2025             |                                          |                                               |                                              |           |
| Ainda Estou Aqui | Ainda Estou Aqui                         | Walter Salles                                 | Brasil                                       |           |
| El 47            | El 47                                    | Marcel Barrena                                | Espanha                                      |           |
| El Jockey        | El Jockey                                | Luis Ortega                                   | Argentina Espanha México                     |           |
| Grand Tour       | Grand Tour                               | Miguel Gomes                                  | Portugal                                     |           |
| A Infiltrada     | La Inflitrada                            | Arantxa Echevarría                            | Espanha                                      |           |